# شهرستان یونچنگ
شهرستان یونچنگ (به لاتین: Yuncheng County) یک شهرستان‌های جمهوری خلق چین در چین است که در هزه (شاندونگ) واقع شده‌است. شهرستان یونچنگ ۱٬۶۴۳ کیلومتر مربع مساحت و ۱٬۰۹۴٬۷۰۰ نفر جمعیت دارد.